# Тихуана (река)
Тихуана (исп. Río Tijuana) — река, протекающая в пограничных районах США и Мексики. Впадает в Тихий океан на Калифорнийском побережье. На реке построены несколько ГЭС в обеих странах. Её длина составляет 195 км. Площадь бассейна — 4480 км².

## Местоположение
Река протекает по большей части между США и Мексикой, пересекает границу с Южной Калифорнией. Тихуана поднимается[прояснить] к Сьерра-де-Хуарес в 70 километрах от Энсенады и течёт через город Тихуану, пересекая границу примерно в 8 км от Тихого океана. Река имеет два основных притока, один из которых, Аламар, начинается как Коттонвуд-Крик в горах Лагуны (округ Сан-Диего) и спускается вниз, где его перегораживают две плотины для подачи воды в Сан-Диего. Затем, уже на территории Мексики, Аламар сливается с другим притоком, Арройо-де-лас-Пальмас, который течёт с гор на восток, а затем от плотины Родригес вниз, через Тихуану, к международной границе и далее, до Тихого океана.
Нижние 3 километра реки образуют затопляемое заболоченное устье, эстуарий, где проживает более 370 видов различных птиц, включая редкий вид пастушковых, Риджуэя. Это одно из немногих водно-соляных болот Калифорнии, сохранившихся сегодня, поскольку 90 % таких гнездовий было уничтожено.
Река протекает естественно в своём русле только во время дождей, любые иные её разливы вызваны наличием сточных вод.

## Заповедники Тихуаны
Национальный исследовательский заповедник эстуария Тихуаны занимает 928 га и находится в устье реки. Он входит в Национальную систему исследования эстуариев, в которой всего 29 охраняемых территорий Также здесь расположен Тихуанский национальный заповедник, который является частью Национального заповедника дикой природы Сан-Диего.

## Фотографии

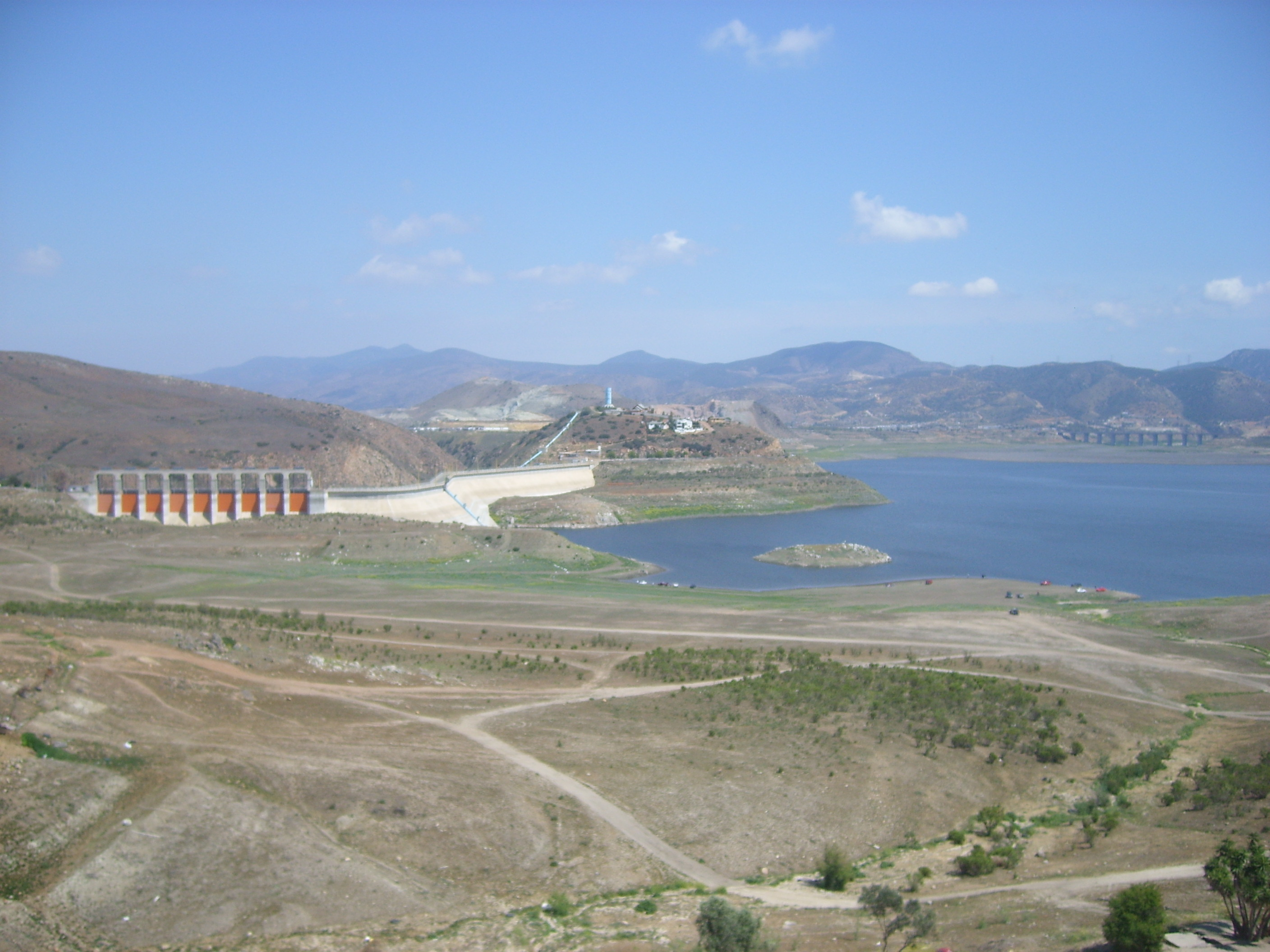
Плотина Абелардо Л. Родригеса
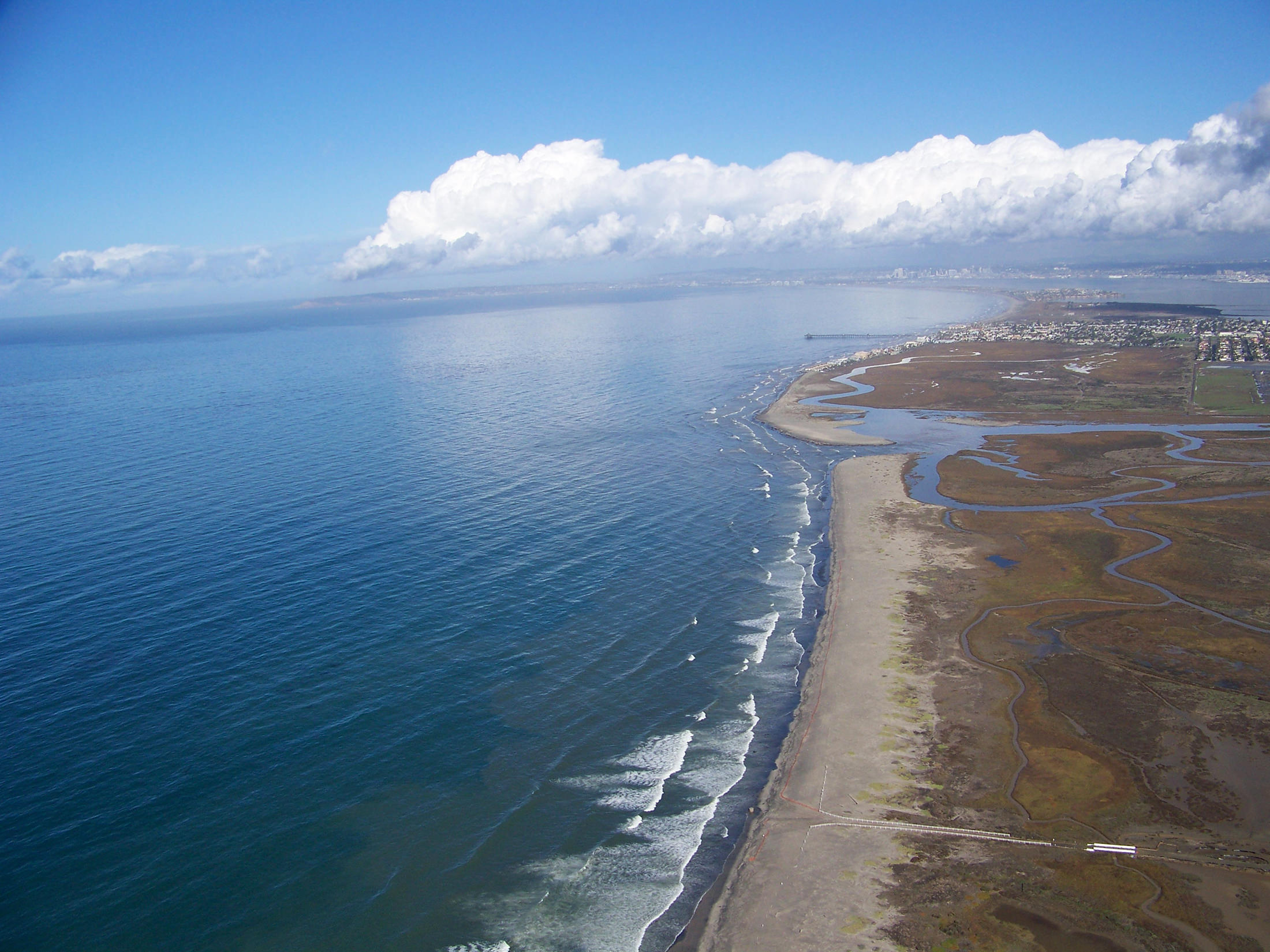
Заповедник эстуария Тихуаны